# Jamyang Tashi Tsona
Jamyang Tashi Tsona, (tibétain : འཇམ་དབྱངས་བཀྲ་ཤིས་མཚོ་སྣ, Wylie : 'jam dbyangs bkra shis mtsho sna), né à Tsona, au Tibet, en 1918  est un docteur en médecine tibétaine et le médecin du dalaï-lama.

## Biographie
Jamyang Tashi Tsona est né en 1918 à Tsona, dans le sud du Tibet. Son père s’appelle Wangdrak Choephel et sa mère Sonam Dolma. Tsona Rinpoché lui recommande d'étudier la médecine tibétaine au Men-Tsee-Khang de Lhassa. Jamyang Tashi y a eu pour maître Khyenrab Norbu. Après ses études de médecine, Jamyang Tashi se spécialise dans la préparation de plantes médicinales. Il est pharmacologue en chef pendant 8 ans au Men-Tsee-Khang.
Il retourne ensuite dans la région de Tsona et est nommé médecin personnel de Tsona Rinpoché.
Lors de l’exode tibétain de 1959, il rejoint  l’Inde en 1960, où il travaille comme terrassier de routes. De nouveau en 1962, en raison de la guerre entre l'Inde et la Chine, il s'enfuit à Poanta, dans le nord de l'Inde, avec sa femme et d’autres Tibétains et y travaille aussi au terrassement de routes.
En 1963, il rejoint, à l'invitation du gouvernement tibétain en exil, le Men-Tsee-Khang nouvellement créé à Dharamsala. Il y prend en charge le service de pharmacie.
Il est l'un des premiers médecins tibétains à se rendre à Marhilha, Rothang et Triud (Himachal Pradesh) et à identifier des herbes et plantes médicinales rares. En 1976, il est nommé médecin personnel du 14e dalaï-lama, une fonction qu’il exerce jusqu'à son décès en 1986.
En 1984, il donne la transmission orale du rGyud-Zhi aux étudiants en médecine de 5e et 6e années et à ses étudiants seniors.
Ses fils, Amchi Lobsang Tsultrim, à Ede, aux Pays-Bas, et Amchi Tenzin Chokden à Dharamsala, en Inde, sont devenus médecins comme lui.